# Волунтари
 Тази статия е за града в Румъния.  За футболния отбор вижте ФК Волунтари.  
Волунтари (на румънски: Voluntari, [volunˈtarʲ]) е град в окръг Илфов, южна Румъния. Населението му е около 43 000 души (2011).
Разположен е на 53 метра надморска височина в Долнодунавската равнина, на 8 километра североизточно от центъра на Букурещ и от вътрешната страна на неговия околовръстен път. Селището е основано през 1925 година при оземляването на доброволци от Първата световна война, откъдето идва и името му.
Местният футболен отбор е ФК Волунтари.